# Joceline Badiate
Joceline Badiate, née le 24 octobre 1983, est une lutteuse sénégalaise. 

## Carrière
Joceline Badiate est médaillée de bronze dans la catégorie des moins de 46 kg aux championnats d'Afrique 2000 et cinqiuième en moins de 48 kg aux championnats d'Afrique 2005. 